# ناحیه‌های فرادریایی
در تقسیمات کشوری فرانسه، به ۵ ناحیه از ۱۸ ناحیه فرانسه که در بیرون از خاک اصلی اروپایی فرانسه قرار دارند، اصطلاحاً ناحیه‌های فرادریایی (به فرانسوی: Région d'outre-mer) یا شهرستان‌های فرادریایی گفته می‌شود. این ۵ ناحیه همچون ۱۳ ناحیه دیگر، بخشی از جمهوری فرانسه و بنابراین بخشی از اتحادیه اروپا به شمار می‌روند. به همین خاطر این ۵ ناحیه در شوراها و نهادهای فرانسه و اتحادیه اروپا دارای نماینده هستند و در انتخابات پارلمان اروپا نیز صاحب رأی هستند. واحد پولی رایج در این ۵ ناحیه، یورو است.
استفاده از واژه ناحیه برای این مناطق در جمله‌بندی جدید قانون اساسی جمهوری فرانسه از سال ۲۰۰۳ به آن منظور صورت گرفت که تفاوتی بین این ۵ ناحیه با ۱۳ ناحیه داخل خاک اروپایی جمهوری فرانسه به لحاظ قدرت سیاسی و شرکت در انتخابات وجود نداشته باشد.

## فهرست ناحیه‌های فرادریایی فرانسه
- جزیره گوادلوپ
- مارتینیک
- گویان فرانسه
- رئونیون
- مایوت